# Systropha macronasuta
Systropha macronasuta är en biart som beskrevs av Embrik Strand 1911. Systropha macronasuta ingår i släktet Systropha och familjen vägbin. Inga underarter finns listade i Catalogue of Life.